# Paweł Hulka-Laskowski
Paweł Hulka-Laskowski, właśc. Paweł Hulka, swoje prace sygnował także jako Paweł Laskowski ps. T. Gruda, Sylwester Prałacik (ur. 25 czerwca 1881 w Żyrardowie, zm. 29 października 1946 w Cieszynie) – polski pisarz i tłumacz; działacz i publicysta (społeczny, lecz przede wszystkim religijny – był ewangelikiem reformowanym), wolnomyśliciel.

## Życiorys
Urodził się w protestanckiej, wywodzącej się z czeskich emigrantów, rodzinie robotniczej Józefa Hulki i Elżbiety z Howorków, pracowników Fabryki Wyrobów Lnianych. Po ukończeniu w 1892 szkoły fabrycznej rozpoczął pracę jako goniec i pomocnik rachmistrza w kantorze tkalni. Zadebiutował w 1901 tłumaczeniem nowelki Svatopluka Čecha Jastrząb contra Hordliczka, zamieszczonym na łamach „Tygodnika Ilustrowanego”. Dzięki pomocy Karola Dittricha jr (współwłaściciela żyrardowskich zakładów włókienniczych) w latach 1903–1908 studiował filozofię, religioznawstwo i teologię na Uniwersytecie w Heidelbergu. Po studiach, z żoną Kazimierą i córką Elżbietą, zamieszkał w Grodzisku Mazowieckim. W czerwcu 1910 oboje zostali aresztowani pod zarzutem współudziału w zamachu na komendanta carskiej żandarmerii i umieszczeni na Pawiaku. Po zwolnieniu z więzienia przeprowadzili się do Żyrardowa. Przed I wojną światową publikował w pismach: „Sfinks”, „Bluszcz”, „Echo Literacko-Artystyczne” i „Myśl Niepodległa”. W 1915 współtworzył „Klub Robotniczy” zajmujący się działalnością oświatową w środowisku robotników. W stowarzyszeniu „Samokształcenie” wykładał historię cywilizacji. Potem został prelegentem Polskiej Macierzy Szkolnej.
W lutym 1920 wyjechał do Pragi, gdzie przez trzy miesiące był attaché prasowym w Polskim Poselstwie. W 1921 wspólnie z żoną zaczął wydawać niezależne „Echo Żyrardowskie”, które było pierwszą gazetą w Żyrardowie. W dwudziestoleciu międzywojennym pisał do wielu czasopism, w tym do ewangelickiego pisma „Jednota”, od 1924 stale współpracował z „Wiadomościami Literackimi”.  Działał w Polskim Związku Myśli Wolnej. Publikował artykuły w organie prasowym PZMW „Wolnomyślicielu Polskim”.
Podczas okupacji niemieckiej, w 1940 został aresztowany przez gestapo i osadzony na Pawiaku, z którego dzięki staraniom rodziny i przyjaciół został zwolniony.
Po zakończeniu II wojny światowej przeniósł się na Śląsk Cieszyński, zamieszkał w Wiśle, a wkrótce potem do Cieszyna. 
Tłumaczył na polski utwory takich autorów jak: Karel Čapek, Božena Němcová, Jonathan Swift, James Fenimore Cooper, Dmitrij Mereżkowski, Ernst Kretschmer, Emil Ludwig, Roger Martin du Gard. Jednak najbardziej jest znany z przekładu Przygód dobrego wojaka Szwejka Jaroslava Haška.
W 1945 otrzymał Nagrodę Ministerstwa Kultury i Sztuki za całą działalność literacką.
Zmarł na wylew krwi do mózgu w cieszyńskim szpitalu. Został pochowany na cmentarzu ewangelickim w Cieszynie.

## Twórczość

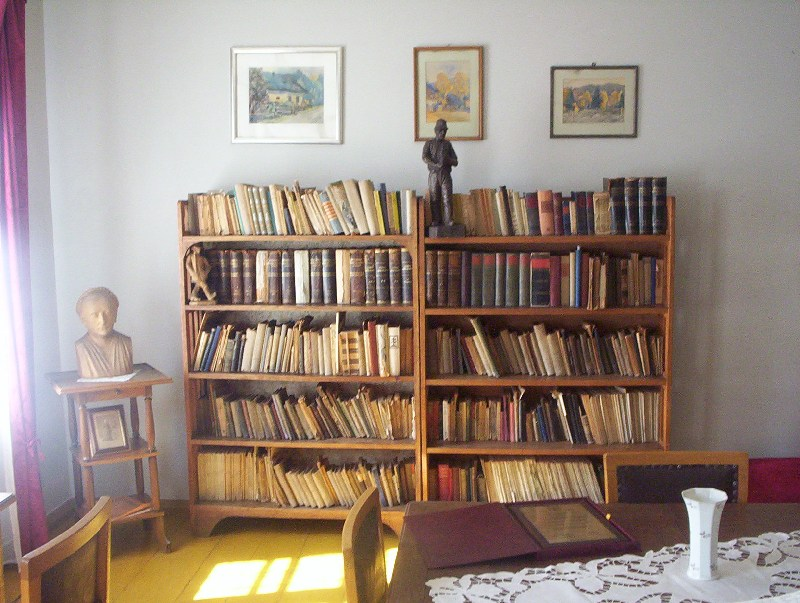
„Gabinet Pisarza Pawła Hulki Laskowskiego” w Żyrardowie

- Twórca religii Iranu Zaratustra i jego nauka (1912)
- Porucznik Regier[6] (1927)
- Matka Jezusa, matki bogów, królowe niebios, Warszawa: Nakładem Spółdzielni Wydawniczej „Bez Dogmatu” (1928)
- Mój Żyrardów. Z dziejów polskiego miasta i z życia pisarza (1934, wyd. II „Czytelnik” 1958, seria: „Biblioteka Dwudziestolecia”)
- Śląsk za Olzą (1938)
- Pięć wieków herezji. Wypisy z literatury polskiej, Warszawa: Spółka Księgarsko-Wydawnicza „Słowo” (1939)
- Księżyc nad Cieszynem[7] (1946)
- Rebarbaryzacja szpitala podczas wojny. Drukarnia Wojewódzka, Katowice 1946. s. 13.

## Upamiętnienie
15 maja 1966 r. na budynku przy obecnej ulicy Gabriela Narutowicza 34 umieszczono tablicę o treści:

PISARZOWI
PAWŁOWI
HULCE-LASKOWSKIEMU
TOWARZYSZOWI WALK ROBOTNICZYCH
MIESZKAŃCY ŻYRARDOWA
15 MAJA 1966

W jego mieszkaniu w 1991 r. został otwarty Gabinet Pisarza Pawła Hulki-Laskowskiego. W grudniu 1996 r., z okazji 80-lecia praw miejskich, Rady Miejska Żyrardowa nadała pisarzowi tytuł Zasłużonego dla miasta Żyrardowa, zaś lata 2001 i 2011 (w 130. rocznicę urodzin i 65 rocznicę śmierci pisarza) władze Żyrardowa ogłosiły Rokiem Pawła Hulki-Laskowskiego.
W dniach 20–30 maja 2015 r. zorganizowano w Łodzi poświęcone mu sympozjum naukowe, z którego referaty opublikowano w Paweł Hulka-Laskowski. Pisarz, religioznawca, bibliofil i pedagog. Materiały z konferencji odbytej w Łodzi 20–30 maja 2015 roku.